# Guislaberto I di Empúries
Guislaberto, o Guislabert (X secolo – 1014 circa), è stato un nobile franco conte di Rossiglione, dal 991 sino alla morte.

## Origine
Secondo il documento n°CCXXVI del 7 aprile 1044, del Marca Hispanica sive Limes Hispanicus, era il figlio secondogenito del conte d'Empúries e di Rossiglione, Gausfredo I e della moglie, Ava Guisla, di cui non si conoscono gli ascendenti.
Gausfredo I di Empúries era il figlio secondogenito del conte d'Empúries e di Rossiglione, Gausberto I e della moglie, Trudegarda, di cui non si conoscono gli ascendenti.

## Biografia
Di Guislaberto I si hanno scarse notizie.
Sempre il documento n°CCXXVI del 7 aprile 1044, del Marca Hispanica sive Limes Hispanicus, fa riferimento ad una donazione fatta al Monastero di Sant Pere de Rodes da Guislaberto, unitamente al padre, Gausfredo I.
Alla morte di suo padre, Gausfredo, nel 991, gli succedette nella contea del Rossiglione come Guislaberto I, mentre il suo fratello primogenito, Ugo divenne Ugo I, conte di Empuries e Peralada.
Ancora un documento del 3 novembre 1008, il n°CLVIII del Marca Hispanica sive Limes Hispanicus, ci informa che il conte Guislaberto I, unitamente al fratello, Ugo I, conte di Empuries fecero dono di una proprietà, situata nella contea di Peralada, al Monastero di Sant Pere de Rodes.
Durante il suo governo, Guislaberto I spostò la residenza comitale da Castellrosselló o Chateau-Roussillon a Perpignano, dando così impulso alla crescita della città.
Di Guislaberto I non si conosce la data esatta della sua morte, che viene posta tra il 1013 ed il 1015.
Alla sua morte gli succedette il figlio primogenito, Gausfredo II.

## Matrimonio e discendenza
Guislaberto I si era sposato due volte, prima con Beliarda e, poi, con Ermengarda, e di entrambe non si conoscono gli ascendenti. Dalle due mogli, Guislaberto I ebbe due o tre figli:
- Gausfredo[1] († tra il 1069 e il 1074), conte di Rossiglione, fu sicuramente figlio di primo letto[11],
- Suniario († ca. 1031), vescovo di Elne, la cui parentela è confermata dal documenti n° CCII del Marca Hispanica sive Limes Hispanicus, datato 16 gennaio 1030, in cui unitamente a suo zio Ugo, conte di Empuries e a suo fratello, Gausfredo II, conte di Rossiglione, fa una donazione in memoria del nonno, Gausfredo e dell'altro zio, Sunyer[12],
- Berengario († ca. 1053), vescovo di Elne[3].

### Fonti primarie
- (LA)  Histoire générale de Languedoc, Tomus V Preuves.

### Letteratura storiografica
- Rafael Altamira, Il califfato occidentale, in "Storia del mondo medievale", vol. II, 1999, pp. 477–515
- Louis Halphen, La Francia nell'XI secolo, in «Storia del mondo medievale», vol. II, 1999, pp. 770–806
- Rafael Altamira, La Spagna (1031-1248), in "Storia del mondo medievale", vol. V, 1999, pp. 865–896
- (LA)  Marca Hispanica sive Limes Hispanicus, 1688.